# Бомбарда (оръдие)
Бомбардата е вид оръдие, което се използва през Средновековието и известно време след това. То е едрокалибрено, зарежда се през цевта и се използва главно при обсади за да изстрелва големи кръгли гюлета по вражеските отбранителни стени и фортификации. Повечето бомбарди са правени от желязо и използват барут за изстрелване на снаряда.
Първите бомбарди са малки и стрелят с гюлета не по-тежки от 2,5 килограма. По-късно се появяват бомбарди, изстрелващи гюлета с тегло над 320 килограма, а някои оръдия достигат тегло над 15 тона.